# Lagaropsylla convexus
Lagaropsylla convexus är en loppart som beskrevs av Joyce Segerman 1973. Lagaropsylla convexus ingår i släktet Lagaropsylla och familjen fladdermusloppor. Inga underarter finns listade i Catalogue of Life.